# Unterseeboot 476
L'Unterseeboot 476 ou U-476 est un sous-marin allemand (U-Boot) de type VIIC utilisé par la Kriegsmarine pendant la Seconde Guerre mondiale.
Le sous-marin est commandé le 10 avril 1941 à Kiel (Deutsche Werke), sa quille posée le 19 septembre 1942, il est lancé le 5 juin 1943 et mis en service le 28 juillet 1943, sous le commandement de l'Oberleutnant zur See Otto Niethmann.
L'U-476 n'a ni endommagé ni coulé de navire au cours de l'unique patrouille (treize jours en mer) qu'il effectue.  
Il est endommagé par un avion britannique au nord-ouest de Trondheim en mai 1944. Irrécupérable, il est détruit par un autre U-Boot.

## Conception
Unterseeboot type VII, l'U-476 avait un déplacement de 769 tonnes en surface et 871 tonnes en plongée. Il avait une longueur totale de 67,10 m, un maître-bau de 6,20 m, une hauteur de 9,60 m et un tirant d'eau de 4,74 m. Le sous-marin était propulsé par deux hélices de 1,23 m, deux moteurs diesel Germaniawerft M6V 40/46 de 6 cylindres en ligne de 1400 cv à 470 tr/min, produisant un total de 2 060 à 2 350 kW en surface et de deux moteurs électriques Siemens-Schuckert GU 343/38-8 de 375 cv à 295 tr/min, produisant un total 550 kW, en plongée. Le sous-marin avait une vitesse en surface de 17,7 nœuds (32,8 km/h) et une vitesse de 7,6 nœuds (14,1 km/h) en plongée. Immergé, il avait un rayon d'action de 80 milles marins (150 km) à 4 nœuds (7,4 km/h; 4,6 milles par heure) et pouvait atteindre une profondeur de 230 m. En surface son rayon d'action était de 8 500 milles nautiques (soit 15 700 km) à 10 nœuds (19 km/h). 
L'U-476 était équipé de cinq tubes lance-torpilles de 53,3 cm (quatre montés à l'avant et un à l'arrière) qui contenait quatorze torpilles. Il était équipé d'un canon de 8,8 cm SK C/35 (220 coups) et d'un canon antiaérien de 20 mm Flak. Il pouvait transporter 26 mines TMA ou 39 mines TMB. Son équipage comprenait 4 officiers et 40 à 56 sous-mariniers.

## Historique
Il suit son temps d'entraînement initial à la 5. Unterseebootsflottille jusqu'au 31 mars 1944, puis il intègre son unité de combat avec la 3. Unterseebootsflottille. 
Le 18 novembre 1943, l'U-476 s'exerce en mer Baltique, au nord-est de Bornholm, lorsqu'il entre en collision avec l'U-718 qui disparaît avec quarante-trois membres d'équipage.
Sa première patrouille est précédée par un court trajet de Kiel à Bergen. Elle commence le 20 mai 1944 au départ de Bergen. Durant sa courte carrière, il patrouille en mer de Norvège.
Le 24 mai, il est attaqué par un PBY Catalina britannique du No. 210 Squadron RAF (en). L'U-Boot, irrécupérable, est détruit le lendemain à 7h18 du matin par l'U-990, à la position géographique 65° 08′ N, 4° 53′ E.
Trente-quatre des cinquante-cinq membres d'équipage meurent dans cette attaque aérienne le mauvais temps rendant les opérations de sauvetage difficiles. Les survivants sont secourus par l'U-990 lui-même coulé le 25 mai par un B-24 Liberator.
Trois sous-mariniers rescapés de l'U-476 meurent dans le naufrage de l' U-990.

## Affectations
- 5. Unterseebootsflottille du 28 juillet 1943 au 31 mars 1944 (Période de formation).
- 3. Unterseebootsflottille du 1er avril 1944 au 25 mai 1944 (Unité combattante).

## Commandement
- Oberleutnant zur See Otto Niethmann du 28 juillet 1943 au 25 mai 1944.

## Patrouilles
|       | Commandant           | Départ        | Départ   | Arrivée       | Arrivée  | Jours    | Succès |
| ----- | -------------------- | ------------- | -------- | ------------- | -------- | -------- | ------ |
|       | Oblt. Otto Niethmann | 25 avril 1944 | Kiel     | 29 avril 1944 | Egersund | 5 jours  |        |
|       | Oblt. Otto Niethmann | 16 mai 1944   | Egersund | 17 mai 1944   | Bergen   | 2 jours  |        |
| 1     | Oblt. Otto Niethmann | 20 mai 1944   | Bergen   | 25 mai 1944   | Coulé    | 6 jours  |        |
| Total | Total                | Total         | Total    | Total         | Total    | 13 jours | 0 t    |

Note : Oblt. = Oberleutnant zur See